# Comunità montane italiane per regione
Questa lista è suscettibile di variazioni e potrebbe essere incompleta o non aggiornata.

Elenco delle comunità montane presenti in Italia, suddivise per regione:

## Campania
La legge regionale n. 20 dell'11 dicembre 2008 della Regione Campania ha ridotto da 27 a 20 il numero di Comunità montane sul territorio:
- Comunità montana Alburni
- Comunità montana Alento-Monte Stella
- Comunità montana Alta Irpinia
- Comunità montana Bussento - Lambro e Mingardo
- Comunità montana Calore Salernitano
- Comunità montana del Fortore
- Comunità montana Gelbison e Cervati
- Comunità montana Irno - Solofrana
- Comunità montana del Matese
- Comunità montana Monte Maggiore
- Comunità montana Monte Santa Croce
- Comunità montana Monti Lattari
- Comunità montana Monti Picentini
- Comunità montana Partenio - Vallo di Lauro
- Comunità montana del Taburno
- Comunità montana Tanagro - Alto e Medio Sele
- Comunità montana Terminio Cervialto
- Comunità montana Titerno e Alto Tammaro
- Comunità montana dell'Ufita
- Comunità montana Vallo di Diano

## Lazio
Tutte le comunità montane del Lazio avrebbero dovuto iniziare il processo di trasformazione in Unioni di comuni nel 2016, ma i commissari liquidatori sono stati nominati solo nel 2020 e, nonostante vengano regolarmente stipendiati dallo stato non hanno prodotto in questi anni nessun risultato. Ancora nel 2023 la regione Lazio ha pagato 6 milioni di euro per stipendi e indennità alle strutture commissariali e ai dipendenti.
- Comunità montana Alta Tuscia Laziale
- Comunità montana dei Cimini
- Comunità montana Monti della Tolfa
- Comunità montana dei Monti Sabini, Tiburtini, Cornicolani e Prenestini
- Comunità montana Valle dell'Aniene
- Comunità montana Castelli Romani e Prenestini
- Comunità montana Gronde Monti Ausoni
- XVIII Comunità montana dei Monti Lepini (Roma)
- Comunità montana Sabina IV Zona
- Comunità montana Montepiano Reatino
- Comunità montana del Velino
- Comunità montana Salto Cicolano
- Comunità montana del Turano
- XX Comunità montana dei Monti Sabini
- Comunità montana Monti Ernici
- Comunità montana Valle di Comino
- Comunità montana Valle del Liri
- Comunità montana L'Arco degli Aurunci
- Comunità montana dei Monti Aurunci
- XIII Comunità montana dei Monti Lepini ed Ausoni (Latina)
- XXI Comunità montana dei Monti Lepini ed Ausoni e Valliva (Frosinone)
- XXII Comunità montana degli Aurunci e Ausoni

## Lombardia
Fino al 2008 esistevano 30 Comunità montane, scese a 23 dopo il riordino operato con la l.r. 19/2008, quale conseguenza delle esigenze di contenimento dei costi dettate dalla Legge Finanziaria 2008, che ha portato all'accorpamento di alcune Comunità montane. Quelle ora esistenti sono:
- Comunità montana Oltrepò Pavese
- Comunità montana Parco Alto Garda Bresciano
- Comunità montana della Valle Sabbia
- Comunità montana di Valle Trompia
- Comunità montana di Valle Camonica
- Comunità montana del Sebino Bresciano
- Comunità montana dei Laghi Bergamaschi
- Comunità montana di Scalve
- Comunità montana della Valle Seriana
- Comunità montana della Valle Brembana
- Comunità montana Valle Imagna
- Comunità montana Lario Orientale - Valle San Martino
- Comunità montana della Valsassina, Valvarrone, Val d'Esino e Riviera
- Comunità montana del Triangolo Lariano
- Comunità montana del Lario Intelvese
- Comunità montana del Piambello
- Comunità montana Valli del Lario e del Ceresio
- Comunità montana Alta Valtellina
- Comunità montana della Valtellina di Tirano
- Comunità montana della Valtellina di Sondrio
- Comunità montana della Valtellina di Morbegno
- Comunità montana della Valchiavenna
- Comunità montana Valli del Verbano

## Sardegna
Le Comunità montane della Sardegna sono state abolite secondo la deliberazione della Giunta regionale n. 11/13 del 20 marzo 2007. I processi di scioglimento delle stesse vengono affidati a liquidatori. Tuttavia, tra il 2008 e il 2009 sono state reistituite cinque nuove comunità montane coerenti con la Legge Regionale del 2 agosto del 2005, nº 12 "Norme per le Unioni dei Comuni e le Comunità Montane". 
- Comunità montana Sarcidano e Barbagia di Seulo (15 comuni: Escolca, Esterzili, Genoni, Gergei, Isili, Laconi, Mandas, Nuragus, Nurallao, Nurri, Orroli, Sadali, Serri, Seulo, Villanova Tulo)
- Comunità montana del Nuorese-Gennargentu-Supramonte-Barbagia (8 comuni: Dorgali, Fonni, Mamoiada, Oliena, Orani, Orgosolo, Orotelli e Ottana)
- Comunità montana Gennargentu-Mandrolisai (11 comuni: Aritzo, Atzara, Austis, Belvì, Desulo, Gadoni, Meana Sarda, Ortueri, Sorgono, Teti e Tonara)
- Comunità montana del Monte Acuto (6 comuni: Alà dei Sardi, Berchidda, Buddusò, Monti, Oschiri, Padru)
- Comunità montana del Goceano (9 comuni: Anela, Benetutti, Bono, Bottidda, Bultei, Burgos, Esporlatu, Illorai, Nule)

## Comunità Soppresse o riorganizzate in Unioni di comuni

### Abruzzo
Dopo una riduzione delle comunità montane da 19 a 11 nel 2008 la regione ha abolito tutte le comunità montane nel 2013.
Comunità montane soppresse o accorpate nel 2008:
- Comunità montana Alto Vastese
- Comunità montana Medio Sangro
- Comunità montana Medio Vastese
- Comunità montana Valsangro
- Comunità montana Amiternina
- Comunità montana Campo Imperatore-Piana di Navelli
- Comunità montana Marsica 1
- Comunità montana Valle del Giovenco
- Comunità montana Valle Roveto
- Comunità montana della Maiella e del Morrone
- Comunità montana Vestina
- Comunità montana del Vomano, Fino e Piomba[7]

Comunità montane soppresse nel 2013:
- Comunità montana Montagna di L'Aquila
- Comunità montana Sirentina
- Comunità montana Montagna Marsicana
- Comunità montana Peligna
- Comunità montana Alto Sangro e altopiano delle Cinquemiglia
- Comunità montana Montagna Pescarese
- Comunità montana Gran Sasso
- Comunità montana della Laga
- Comunità montana della Maielletta
- Comunità montana Montagna Sangro Vastese
- Comunità montana Aventino-Medio Sangro

### Basilicata
- Comunità montana del Vulture
- Comunità montana Alto Bradano
- Comunità montana Marmo Platano
- Comunità montana Melandro
- Comunità montana Alto Basento
- Comunità montana Camastra Alto Sauro
- Comunità montana Alto Agri
- Comunità montana Medio Agri
- Comunità montana Lagonegrese
- Comunità montana Val Sarmento
- Comunità montana Alto Sinni
- Comunità montana Medio Basento
- Comunità montana Basso Sinni
- Comunità montana Collina Materana

### Calabria
Le modifiche alla legge regionale n. 4 del 19 marzo 1999 della Regione Calabria, ai sensi dell'articolo 2, commi 17 e 18, della legge n. 244 del 2007, hanno ridotto a 20 il numero di Comunità montane sul territorio. Successivamente, con Legge Regionale n.25/2013 le Comunità Montane calabresi sono state soppresse e poste in liquidazione. Con delibera della Giunta Regionale n. 243 del 4 luglio 2013 sono stati nominati i Commissari liquidatori (Bollettino ufficiale della Regione Calabria del 2/9/2014, pp. 20222 e segg.)
Comunità montane della Calabria soppresse nel 2013:
- Comunità montana Alto Crotonese
- Comunità montana Alto Jonio
- Comunità montana Alto Mesima/Monte Poro
- Comunità montana Alto Tirreno/Appennino Paolano
- Comunità montana dell'Area Grecanica
- Comunità montana Aspromonte Orientale
- Comunità montana Delle Valli/Media Valle Crati
- Comunità montana Fossa del Lupo/Versante Ionico
- Comunità montana Greca/Destra Crati
- Comunità montana Media Valle Crati/Serre Cosentine
- Comunità montana Medio Tirreno e Pollino
- Comunità montana Monti Reventino Tiriolo Mancuso
- Comunità montana del Pollino
- Comunità montana Presila Catanzarese
- Comunità montana Savuto
- Comunità montana Serre Calabre
- Comunità montana Silana
- Comunità montana Stilaro-Allaro-Limina
- Comunità montana Tirreno Meridionale
- Comunità montana Versante dello Stretto
- Comunità montana Versante Tirrenico Settentrionale

### Campania
Comunità montane soppresse dopo il 2013:
- Comunità montana Alto e Medio Sele
- Comunità montana Alto Tammaro
- Comunità montana Lambro e Mingardo
- Comunità montana Montedonico-Tribucco
- Comunità montana del Partenio
- Comunità montana Penisola Amalfitana
- Comunità montana Monti Lattari - Penisola Sorrentina
- Comunità montana Serinese Solofrana
- Comunità montana del Titerno
- Comunità montana Vallo di Lauro e Baianese
- Comunità montana zona del Bussento
- Comunità montana Zona Irno
- Comunità montana Zona del Tanagro

### Emilia-Romagna
- Comunità montana Valli del Taro e del Ceno
- Comunità montana Appennino Parma Est
- Comunità montana dell'Appennino Reggiano
- Comunità montana Alta e Media Valle del Reno
- Comunità montana dell'Appennino Cesenate
- Comunità montana dell'Appennino Forlivese

Ex comunità montane soppresse nel 2009:
- Comunità montana valli del Nure e dell'Arda
- Comunità montana valle del Tidone
- Comunità montana dell'Appennino Modena Ovest
- Comunità montana dell'Appennino Modena Est
- Comunità montana Cinque Valli Bolognesi
- Comunità montana Valle del Samoggia
- Comunità montana Valle del Santerno
- Comunità montana Appennino Faentino
- Comunità montana Acquacheta Romagna Toscana
- Comunità montana Valle del Marecchia

Comunità Montana soppressa nel 2013:
- Comunità montana Appennino Piacentino

Comunità Montane soppresse nel 2014:
- Comunità montana del Frignano
- Comunità montana Alta Valmarecchia

### Friuli-Venezia Giulia
In Friuli-Venezia Giulia le Comunità montane sono state abolite con la legge regionale del 12 dicembre 2014, n. 26. Le loro funzioni sono state trasferite alle neoistituite Unioni territoriali intercomunali:
- Comunità montana della Carnia (comuni confluiti nell'UTI della Carnia)
- Comunità montana del Gemonese, Canal del Ferro e Val Canale (comuni confluiti nell'UTI del Gemonese e nell'UTI del Canal del Ferro - Val Canale)
- Comunità montana del Torre, Natisone e Collio (comuni confluiti nell'UTI del Torre, nell'UTI del Natisone e nell'UTI Collio - Alto Isonzo)
- Comunità montana del Friuli Occidentale (comuni confluiti nell'UTI delle Valli e delle Dolomiti Friulane, nell'UTI Livenza - Cansiglio - Cavallo)

Con la legge regionale n. 21 del 29 novembre 2019 le UTI sono state a loro volta soppresse e sostituite da cinque Comunità di montagna e da una Comunità collinare. Le Comunità di montagna sono divenute sei nel 2020, quando la Comunità Destra Tagliamento e Dolomiti Friulane si è scissa nella Magnifica Comunità di montagna delle Dolomiti friulane, Cavallo e Cansiglio e nella Comunità di montagna delle Prealpi friulane orientali.
- Comunità di montagna Canal del Ferro e Val Canale
- Comunità di montagna della Carnia
- Comunità di montagna del Natisone e Torre
- Comunità di montagna del Gemonese
- Comunità di montagna delle Prealpi friulane orientali
- Magnifica Comunità di montagna delle Dolomiti friulane, Cavallo e Cansiglio
- Comunità collinare del Friuli

L'associazione dei Comuni montani e collinari alle Comunità di montagna e alla Comunità collinare è obbligatoria poiché le funzioni legate allo sviluppo e alla tutela del territorio montano e collinare devono essere gestite in maniera sovracomunale; l'esercizio associato di altre funzioni o servizi è facoltativo. Questo le differenzia dalle Comunità – corrispondenti alle Unioni di comuni –, che sono associazioni di Comuni sorte su libera iniziativa degli stessi.

### Liguria
Con la legge regionale n. 23 del 29 dicembre 2010, la Regione Liguria ha soppresso tutte le comunità montane sul suo territorio, ridistribuendo poi i 145 dipendenti in altri enti.
Comunità montane in vigore fino al 1º gennaio 2009 (riduzione da 19 a 12 con la legge regionale n. 24 del 4 luglio 2008):
- Comunità montana Alta Val Bormida
- Comunità montana Alta Val Polcevera
- Comunità montana Alta Valle Arroscia
- Comunità montana Alta Valle Scrivia
- Comunità montana Argentea
- Comunità montana Argentina Armea
- Comunità montana del Giovo
- Comunità montana dell'Alta Val di Vara
- Comunità montana dell'Olivo
- Comunità montana della Media e Bassa Val di Vara
- Comunità montana della Riviera Spezzina
- Comunità montana delle Alte Valli Trebbia e Bisagno
- Comunità montana Fontanabuona
- Comunità montana Ingauna
- Comunità montana Intemelia
- Comunità montana Pollupice
- Comunità montana Val Petronio
- Comunità montana Valli Aveto, Graveglia e Sturla
- Comunità montana Valli Stura e Orba

Comunità montane dal 1º gennaio 2009 al 1º maggio 2011 (soppressione e delega di funzioni regionali con la legge regionale n. 23 del 29 dicembre 2010):
- Comunità montana Alta Val Bormida
- Comunità montana Argentina Armea
- Comunità montana del Giovo
- Comunità montana dell'Olivo e Alta Valle Arroscia
- Comunità montana delle Alte Valli Trebbia e Bisagno
- Comunità montana Fontanabuona
- Comunità montana Intemelia
- Comunità montana Ponente Savonese
- Comunità montana Val di Vara
- Comunità montana Valli Aveto, Graveglia e Sturla
- Comunità montana Valli Genovesi Scrivia e Polcevera
- Comunità montana Valli Stura, Orba e Leira

### Marche
Comunità montane soppresse dal 2010:
- Comunità montana del Catria e Cesano[15]
- Comunità montana del San Vicino (confluita in quella delle Alte valli del Potenza ed Esino)

Comunità montane soppresse dal 2011:
- Comunità montana del Metauro[16]

Comunità montane soppresse, dal 31 dicembre 2014, e sostituite da Unioni montane, dal 1º gennaio 2015:
- Comunità montana di Camerino[18]
- Comunità montana del Catria e Nerone[19]
- Comunità montana dell'Esino Frasassi[20]
- Comunità montana dei Monti Azzurri[21]
- Comunità montana del Montefeltro
- Comunità montana Alto e Medio Metauro
- Comunità montana Alte Valli del Potenza e Esino[22]
- Comunità montana dei Sibillini[23]
- Comunità montana del Tronto[24]

### Molise
La regione Molise con legge regionale n. 6 del 24 marzo 2011 ha soppresso le dieci comunità montane ed avviata una fase di liquidazione che terminerà con un D.P.G.R. di estinzione. A dieci anni (18 novembre 2021) non è stata ancora stabilita la data di estinzione di tali enti di secondo grado.

### Piemonte
Le comunità montane in Piemonte sono state soppresse con la Legge regionale 28 settembre 2012, n. 11 "Disposizioni organiche in materia di enti locali".
Gli enti sono stati sottoposti ad un processo di liquidazione.

### Puglia
Le Comunità montane della Puglia erano state soppresse l'8 gennaio 2009 con un decreto del presidente della Giunta regionale della Puglia Nichi Vendola, ma il Tribunale Amministrativo Regionale per la Puglia, con sentenza del 26 marzo 2009, ha successivamente annullato il decreto del governatore nella parte in cui disponeva la soppressione della Comunità montana dei Monti Dauni Meridionali. Nel 2010 essa è di nuovo soppressa.
Il 24 luglio 2009, in base alle motivazioni di una sentenza della Corte costituzionale in base ad un ricorso di Veneto e Toscana, la legge regionale che scioglieva gli enti viene dichiarata incostituzionale.
Di fatto diverse comunità montane pugliesi, quali quella della Murgia Tarantina (bersaglio polemico implicito di Gian Antonio Stella e Sergio Rizzo nel libro La Casta), non hanno mai smesso di funzionare.
- Comunità montana della Murgia Tarantina
- Comunità montana del Gargano
- Comunità montana dei Monti Dauni Meridionali
- Comunità montana dei Monti Dauni Settentrionali
- Comunità montana della Murgia Barese Nord-Ovest
- Comunità montana della Murgia Barese Sud-Est

### Sardegna
- 1 Comunità montana Osilo I (4 Comuni: Ittiri, Osilo, Ploaghe, Villanova Monteleone)
- 2 Comunità montana Su Sassu Anglona II e “Gallura” (7 Comuni: Badesi, Chiaramonti, Erula, Nulvi, Perfugas, Tergu, Viddalba)
- 3 Comunità montana Gallura III (8 Comuni: Aggius, Aglientu, Bortigiadas, Calangianus, Luogosanto, Luras, Tempio Pausania, Trinità d'Agultu e Vignola)
- 4 Comunità montana Riviera di Gallura IV (11 Comuni: Arzachena, Golfo Aranci, La Maddalena, Loiri Porto San Paolo, Monti, Olbia, Padru, Palau, Santa Teresa di Gallura, Sant'Antonio di Gallura, Telti)
- 5 Comunità montana del Logudoro V (8 Comuni: Bessude, Bonorva, Cheremule, Cossoine, Giave, Pozzomaggiore, Semestene, Thiesi)
- 6 Comunità montana Monte Acuto VI (11 Comuni: Alà dei Sardi, Ardara, Berchidda, Buddusò, Ittireddu, Mores, Nughedu San Nicolò, Oschiri, Ozieri, Pattada, Tula)
- 7 Comunità montana Goceano VII (9 Comuni: Anela, Benetutti, Bono, Bottidda, Bultei, Burgos, Esporlatu, Illorai, Nule)
- 8 Comunità montana Marghine Planargia VIII (18 Comuni: Birori, Bortigali, Borore, Bolotana, Bosa, Dualchi, Flussio, Lei, Macomer, Magomadas, Modolo, Montresta, Noragugume, Sagama, Silanus, Sindia, Suni, Tinnura)
- 9 Comunità montana Nuorese IX (16 Comuni: Dorgali, Fonni, Gavoi, Lodine, Mamoiada, Nuoro, Oliena, Ollolai, Olzai, Oniferi, Orani, Orgosolo, Orotelli, Orune, Ottana, Sarule)
- 10 Comunità montana delle Baronie X (15 Comuni: Bitti, Budoni, Galtellì, Irgoli, Loculi, Lodè, Lula, Onanì, Onifai, Orosei, Osidda, Posada, Siniscola, San Teodoro, Torpè)
- 11 Comunità montana Ogliastra XI (23 Comuni: Arzana, Bari Sardo, Baunei, Cardedu, Elini, Gairo, Girasole, Ilbono, Jerzu, Lanusei, Loceri, Lotzorai, Osini, Perdasdefogu, Seui, Talana, Tertenia, Tortolì, Triei, Ulassai, Urzulei, Ussassari, Villagrande Strisaili)
- 12 Comunità montana Barbagia Mandrolisai XII (13 Comuni: Aritzo, Atzara, Austis, Belvì, Desulo, Gadoni, Meana Sardo, Ortueri, Ovodda, Sorgono, Teti, Tiana, Tonara)
- 13 Comunità montana Sarcidano Barbagia di Seulo XIII (15 Comuni: Escalaplano, Escolca, Esterzili, Genoni, Gergei, Isili, Laconi, Nuragus, Nurallao, Nurri, Orroli, Sadali, Serri, Seulo, Villanovatulo)
- 14 Comunità montana Montiferru XIV (8 Comuni: Bonarcado, Cuglieri, Paulilatino, Santu Lussurgiu, Scano di Montiferro, Seneghe, Sennariolo, Tresnuraghes)
- 15 Comunità montana del Barigadu XV (9 Comuni: Abbasanta, Allai, Ardauli, Busachi, Fordongianus, Neoneli, Nughedu Santa Vittoria, Samugheo, Ula Tirso)
- 16 Comunità montana Arci Grighine XVI (6 Comuni: Marrubiu, Palmas Arborea, Santa Giusta, Siamanna, Sennariolo, Tresnuraghes)
- 17 Comunità montana dell'Alta Marmilla XVII (14 Comuni: Albagiara, Ales, Assolo, Asuni, Gonnosnò, Mogorella, Morgongiori, Nureci, Pau, Ruinas, Villa Sant'Antonio, Senis, Usellus, Villaverde)
- 18 Comunità montana Monte Linas XVIII (8 Comuni: Arbus, Gonnosfanadiga, Guspini, Pabillonis, San Gavino Monreale, Sardara, Vallermosa, Villacidro)
- 19 Comunità montana Sulcis Iglesiente XIX (11 Comuni: Buggerru, Carbonia, Domusnovas, Fluminimaggiore, Gonnesa, Iglesias, Musei, Narcao, Portoscuso, Siliqua, Villamassargia)
- 20 Comunità montana del Mulargia e Flumendosa XX (2 Comuni: Mandas, Siurgus Donigala)
- 21 Comunità montana Sarrabus Gerrei XXI (12 Comuni: Armungia, Ballao, Castiadas, Goni, Muravera, San Basilio, San Nicolò Gerrei, Sant'Andrea Frius, San Vito, Silius, Villaputzu, Villasalto)
- 22 Comunità montana del Basso Sulcis XXII (8 Comuni: Domus De Maria, Nuxis, Perdaxius, Pula, Santadi, Teulada, Tratalias, Villaperuccio)
- 23 Comunità montana Zona XXIII XXIII (5 Comuni: Assemini, Capoterra, Sarroch, Villa San Pietro, Uta)
- 24 Comunità montana Serpeddì XXIV (8 Comuni: Burcei, Dolianova, Maracalagonis, Quartu Sant'Elena, Quartucciu, Serdiana, Sinnai, Villasimius)
- 25 Comunità montana Sa Giara XXV (3 Comuni: Gesturi - Setzu - Tuili)

### Sicilia
Le comunità montane della Sicilia sono state abolite nel 1986.

### Toscana
- Comunità montana Alta Val di Cecina: provincia di Pisa
- Comunità montana Alta Versilia: provincia di Lucca, provincia di Massa-Carrara
- Comunità montana Amiata Grossetano: provincia di Grosseto, soppresso e sostituito dal 1º gennaio 2012 con l'Unione dei comuni montani Amiata Grossetana
- Comunità montana Amiata Senese: provincia di Siena
- Comunità montana Appennino Pistoiese: provincia di Pistoia
- Comunità montana Area Lucchese: provincia di Lucca
- Comunità montana del Casentino: provincia di Arezzo
- Comunità montana Colline del Fiora: provincia di Grosseto, soppresso e sostituito dal 1º febbraio 2012 con l'Unione dei comuni montani Colline del Fiora
- Comunità montana Colline Metallifere: provincia di Grosseto, soppresso e sostituito dal 1º marzo 2012 con l'Unione di comuni montana Colline Metallifere
- Comunità montana Garfagnana: provincia di Lucca
- Comunità montana Lunigiana: provincia di Massa-Carrara
- Comunità montana Media Valle del Serchio: provincia di Lucca
- Comunità montana Montagna Fiorentina: provincia di Firenze
- Comunità montana Mugello: provincia di Firenze
- Comunità montana Val di Bisenzio: provincia di Prato
- Comunità montana Valtiberina Toscana: provincia di Arezzo

- Comunità montana del Cetona, soppressa il 31 dicembre 2008, le subentra l'Unione dei Comuni del Valdichiana Senese (1º gennaio 2009)
- Comunità montana Pratomagno, soppressa il 31 dicembre 2008, le subentra l'Unione dei comuni del Pratomagno (1º gennaio 2009)
- Comunità montana Val di Merse, soppressa il 31 dicembre 2008, le subentra l'Unione dei Comuni della Val di Merse (1º gennaio 2009)
- Comunità montana Elba e Capraia (soppressa nel 2006, con l'ingresso dell'Isola del Giglio si trasforma prima in Comunità montana dell'Arcipelago che a sua volta sarà soppressa con il subentro dell'Unione di Comuni dell'Arcipelago Toscano (sigla dell'atto costitutivo: 19 gennaio 2009)
- Comunità montana Mugello, Alto Mugello, Val di Sieve, soppressa nel 1999, subentra la Unione montana dei comuni del Mugello

### Umbria
Ai sensi della legge regionale n.18 del 23 dicembre 2011, le Comunità montane sono state tutte soppresse e sostituite da Unioni di Comuni e dall'Agenzia Forestale Regionale.
Comunità montane in vigore fino al 1º gennaio 2009:
- Comunità montana Alto Tevere Umbro
- Comunità montana Alto Chiascio
- Comunità montana Trasimeno Medio Tevere
- Comunità montana Valnerina
- Comunità montana dei Monti Martani e Serano
- Comunità montana del Monte Subasio
- Comunità montana Monte Peglia e Selva di Meana
- Comunità montana Amerino Croce di Serra
- Comunità montana Valle del Nera e Monte San Pancrazio

Comunità montane dal 1º gennaio 2009 al 2012 (dal 1º gennaio 2009 riduzione delle Comunità montane da 9 a 5 a seguito della legge regionale n. 24 del 23 luglio 2007):
- Comunità montana Alta Umbria
- Comunità montana Monti Martani, Serano e Subasio
- Comunità montana Associazione dei Comuni Trasimeno-Medio Tevere
- Comunità montana Valnerina
- Comunità montana Orvietano-Narnese-Amerino-Tuderte

### Valle d'Aosta
Le comunità montane valdostane vengono sostituite nel 2015 ai sensi della legge regionale n.6 del 5 agosto 2014 dalle Unités des Communes valdôtaines.
- Unité des Communes valdôtaines Valdigne-Mont-Blanc
- Unité des Communes valdôtaines Grand-Paradis
- Unité des Communes valdôtaines Grand-Combin
- Unité des Communes valdôtaines Mont-Émilius
- Unité des Communes valdôtaines Mont-Cervin
- Unité des Communes valdôtaines Évançon
- Unité des Communes valdôtaines Mont-Rose
- Unité des Communes valdôtaines Walser

### Veneto
A partire dalla legge regionale 28 settembre 2012, n. 40 "Norme in materia di unioni montane" (modificata dalla L.R. 49/2012), la Regione Veneto ha progressivamente trasformato le Comunità montane in Unioni montane, sostanzialmente delle Unioni di comuni costituite in territorio montano.
Attualmente si contano le seguenti Unioni montane:
- Unione montana Agordina
- Unione montana Alpago
- Unione montana Alto Astico
- Unione montana Astico
- Unione montana del Baldo-Garda
- Unione montana del Bassanese
- Unione montana Bellunese-Belluno Ponte nelle Alpi
- Unione montana Cadore Longaronese Zoldo
- Unione montana Centro Cadore
- Unione montana Comelico
- Unione montana Feltrina
- Unione montana del Grappa
- Unione montana Pasubio Alto Vicentino
- Unione montana Prealpi Trevigiane
- Unione montana Spettabile Reggenza dei Sette Comuni
- Unione montana Val Belluna
- Unione montana Valle del Boite

### Provincia autonoma di Bolzano
Tra parentesi sono indicati i nomi delle comunità comprensoriali in tedesco:
- Comunità comprensoriale Bolzano (Bezirksgemeinschaft Bozen)
- Comunità comprensoriale Alta Valle Isarco (Bezirksgemeinschaft Wipptal)
- Comunità comprensoriale Burgraviato (Bezirksgemeinschaft Burggrafenamt)
- Comunità comprensoriale Valle Isarco (Bezirksgemeinschaft Eisacktal)
- Comunità comprensoriale Oltradige-Bassa Atesina (Bezirksgemeinschaft Überetsch-Unterland)
- Comunità comprensoriale Salto-Sciliar (Bezirksgemeinschaft Salten-Schlern)
- Comunità comprensoriale Val Pusteria (Bezirksgemeinschaft Pustertal)
- Comunità comprensoriale Val Venosta (Bezirksgemeinschaft Vinschgau)

### Provincia autonoma di Trento
Nella provincia autonoma di Trento non esiste l'istituto della Comunità montana. Enti assimilabili sono le comunità di valle, con funzioni e competenze diverse da quelle attribuite alle comunità montane.